# Charles Nelson (Reeder)
Charles Nelson (* 15. September 1830 in Ballum, Dänemark; † 5. Juni 1909 in Oakland, Kalifornien) war ein Kapitän, Reeder und einflussreicher Geschäftsmann an der Westküste der Vereinigten Staaten.

## Berufliches Leben

### Jugend auf See
Charles Nelson ging als Sohn einer Seefahrerfamilie mit dreizehn Jahren zur See. Zunächst erhielt er 75 US-Cent Heuer pro Monat. Aufgrund der Kenntnisse, die er an Bord erwarb, avancierte er schließlich zum Maat. 1947 erreichte er New York und fuhr zwei Jahre später noch einmal in seine Heimat, um seine Eltern zu sehen. Sein Vater verstarb 1850, die Mutter 1863.

### Beginn in Kalifornien
Im Juli 1850 suchte Nelson von San Francisco aus ein Jahr lang mit wenig Erfolg Gold. Anschließend erwarb er in Sacramento einen Anteil an einem kleinen Schoner und transportierte damit bis 1867 Passagiere und Fracht über den Sacramento River und Feather River nach Marysville und zurück. Er handelte auch mit Obst und Gemüse, erwarb von der Regierung ein Stück Land und verkaufte nebenbei das dort wachsende Holz an Dampfschiffe auf dem Fluss.
Trotz finanzieller Rückschläge investierte Kapitän Nelson 1862 in den Holzhandel von John Kantfield. Gemeinsam erwarben sie eine Barkentine, die erste ihrer Art in Kalifornien.

### Holzhandel
1867 beteiligte Nelson sich an der Kimphill Lumber Company, die große Waldgebiete im Humboldt County in Nordkalifornien kontrollierte. Er half dabei, die Fertigungsstätten zu verbessern und trieb den Kauf von Frachtkähnen voran, um große Mengen Holz vom Sägewerk zu Marktplätzen entlang der Küste, von San Pedro (Los Angeles) bis Seattle, zu transportieren.

### Reederei und Charles Nelson Company
Durch seinen geschäftlichen Erfolg konnte Nelson in eine eigene Flotte investieren. Diese entwickelte sich zu einer großen Holztransportunternehmung entlang der Pazifikküste und über weite Teile des Pazifischen Ozeans zwischen China, Australien und Südamerika und wuchs bis 1896 auf 25 Segelschiffe und fünf Dampfschiffe an.
Kapitän Nelson führte unter anderem das Dampfschiff Charles Nelson und benannte den Dreimastschoner Metha Nelson nach seiner ersten Ehefrau.
1901 gründete er die Charles Nelson Company, die er bis kurz vor seinem Tod als Präsident leitete. Anlässlich seiner zweiten Eheschließung 1901 wurden weitere Einzelheiten seiner Geschäftstätigkeiten genannt:
- Präsident der Handelskammer
- Eigner von ca. 30 Segelschiffen und zwei Dampfschiffen im Pazifikhandel mit über 300 Angestellten.
- Vizepräsident der Pacific Lumber Company (Scotia, Humboldt County)
- Vizepräsident der the Dickens Lumber Company
- örtlicher Agent der St. Paul and Tacoma Lumber Company (Washington)

Zu diesem Zeitpunkt wurde Nelson bereits als Millionär bezeichnet, wobei 1 Million US-Dollar (1901) in etwa dem Wert von 32,9 Millionen Dollar im Jahr 2023 entsprechen.
In einem Nachruf 1909 wurden als seine wesentlichen Tätigkeiten genannt:
- Direktor der Ship Owners' and Merchants' tugboat company
- Präsident der Merchants' national bank
- Präsident der Scandinavian savings bank (San Francisco)
- Trustee des Mills college (eine Schule)
- Trustee des Old People’s home (ein Altenheim, das seine erste Frau Metha gegründet hatte)

## Privatleben
Charles Nelson war zweimal verheiratet; beide Ehefrauen stammten aus seiner Heimat Dänemark. Aus der Ehe (1856–1896) mit Metha Nelson (geb. Clausen, 1829–1896)
gingen sechs Kinder hervor, von denen nur eine Tochter, Margaret, das Säuglingsalter überlebte. Nach Methas Tod heiratete er 1901 seine 25 Jahre jüngere frühere Haushälterin, Helene Stind (1856–1936),
Das Paar lebte im Seminary Park, Oakland, von wo aus Nelson sich regelmäßig zur Arbeit nach San Francisco begab.
Kapitän Charles Nelson starb am 5. Juni 1909 im Haus seiner Tochter Margaret in Oakland. Er hinterließ diese Tochter Margaret (Mrs. Eugene Bresse, 1865–1920)
sowie seine Witwe, die zweite Ehefrau Mrs. Helene Nelson, und die Ziehtochter Georgie (geb. Emerson, Mrs. E. L. Sawyer). Die Verhältnisse in dieser Patchworkfamilie verdeutlichen Zeitungsberichte, denen zufolge Margaret die zweite Heirat ihres Vaters durch ihren Widerstand um einige Jahre verzögerte und die Ziehtochter 1910 in einer Erbstreitigkeit vor Gericht ging, da sie sich von Kapitän Nelsons Witwe übervorteilt fühlte.